# 井川町
井川町（日语：／ Ikawa machi */?）是位於日本秋田縣中部的町，隸屬於南秋田郡。井川流經城鎮中心並往西流。井川町內設有為紀念昭和天皇及香淳皇后出訪歐洲、秋田縣建縣100週年等而建造的日本國花苑，並且作為賞櫻景點而聞名。

## 地理
井川町境內約54.2%的面積被山林與原野覆蓋，28.1%的土地為農業用地。西部為海拔200公尺以下的低地和丘陵地帶，東部為海拔200公尺以上的山地，東端則坐落著海拔721.8公尺的爼山。發源於出羽山地的井川往西流經城鎮中心，並在西邊注入八郎潟存留下來的調整池。

### 氣候
井川町屬於日本海側氣候，8月最高溫可達30℃。當地的降雨集中在6月至8月。11月下旬當地開始降雪，至隔年3月積雪開始融化。

## 歷史
明治22年（1889年）4月1日，日本在當地實施町村制，並將境內東部的8個村落合併成上井河村，西部的5個村落則合併成下井河村。昭和30年（1955年）2月1日，上河井村與下河井村合併成井川村。昭和49年（1974年）6月1日，井川村改制成現今的井川町。平成大合併期間，井川町曾與五城目町和八郎潟町進行三町合併的協商，最後當地選擇退出合併協議並維持獨立。
昭和58年（1983年）的日本海中部地震在井川町共造成1人死亡、12棟住宅全毀和38棟住宅半毀。當地的受損總額為13億6716萬日圓。2011年3月11日的日本東北地方太平洋近海地震則造成當地長時間的停電。

## 行政
現任町長齋藤多聞於2023年1月在選舉中第2次成功連任，其任期將持續至2027年2月。井川町的議會共有11名議員，最近一次改選在2024年1月16日。該次選舉也是井川町議會時隔16年以來透過投票選出議員。

## 經濟
根據日本2015年的國勢調查統計，井川町的就業人口中有13.5%從事第一級產業，27.8%的就業人口從事第二級產業，其餘的58.7%則從事第三級產業。當地的重點產業為農業，並且以種植稻米為主。近年來井川町也致力於生產南瓜、毛豆和大豆等農產品。

## 教育
井川町內設有小學校和中學校合併而成的井川義務教育學校，也是當地唯一的學校。

## 交通
國道7號穿越井川町東部的城鎮中心，國道285號和秋田自動車道則通過城鎮中心以東的地區。鐵路方面，東日本旅客鐵道的奧羽本線通過井川町，並在町内設置井川櫻站。

## 外部連結
- 井川町（页面存档备份，存于）